# Dipsastraea amicorum
Dipsastraea amicorum is een rifkoralensoort uit de familie Merulinidae. De wetenschappelijke naam van de soort is voor het eerst geldig gepubliceerd in 1848 door Henri Milne-Edwards & Jules Haime.